# District de Detmold
Pour les articles homonymes, voir Detmold (homonymie).
Le district de Detmold (en allemand Regierungsbezirk Detmold) est l'une des cinq circonscriptions allemandes (Regierungsbezirke) du land de Rhénanie-du-Nord-Westphalie.
Son chef-lieu est Detmold.
Le district correspond à la région de la Westphalie-de-l'Est-Lippe (en allemand Ostwestfalen-Lippe).

## Situation géographique
Le district est limitrophe de la Basse-Saxe (au nord et à l'est), du district hessois de Cassel (au sud), et, à l'ouest, des districts d'Arnsberg et de Münster. 
Avant la suppression des districts en la Basse-Saxe (2004), les districts limitrophes basse-saxons du district de Detmold furent le district de Weser-Ems au nord et de Hanovre à l'est.
Le district est situé au nord-est de la Rhénanie-du-Nord-Westphalie.  
Paysages
Plains de Münster avec la Senne, une lande, les chaînes de montagnes du Teutoburger Wald et de Egge, les Plaines d'Allemagne-du-nord.[Quoi ?][réf. nécessaire]
Cours d'eau
Weser, Diemel, Ems, Lippe.

## Histoire
Après le rattachement 1947 de l'ancien État-libre de Lippe à Rhénanie-du-Nord-Westphalie, l'ancien district de Minden et Lippe furent fusionnés — le chef-lieu du district fut transféré de Minden à Detmold, l'ancienne capitale de Lippe.

## Administration territoriale
Le district comprend six arrondissements et une ville-arrondissement, dont 70 communes :

### Arrondissements
1. Arrondissement de Gütersloh : 13 communes
2. Arrondissement de Herford : 9 communes
3. Arrondissement de Höxter : 10 communes
4. Arrondissement de Lippe : 16 communes
5. Arrondissement de Minden-Lübbecke : 11 communes
6. Arrondissement de Paderborn : 10 communes

### Ville-arrondissement
1. Bielefeld : 1 commune